# Nevrland
Nevrland je rakouský hraný film z roku 2019, který režíroval Gregor Schmidinger podle vlastního scénáře. Snímek měl světovou premiéru na filmovém festivalu Max Ophüls Preis v Saarbrückenu dne 16. ledna 2019.

## Děj
17letý Jakob žije se svým otce a dědou ve Vídni. Právě skončil střední školu a půjde na univerzitu. Aby si vydělal nějaké peníze na studium, začne pracovat jako výpomoc na jatkách, kde také pracuje jeho otec. Jakob trpí úzkostnou poruchou, která se mu prohloubí právě při práci. Začne proto docházet k psychoterapeutovi. Jakob se přes internet seznámí s 26letým umělcem Kristjanem. Vytvoří se mezi nimi zprvu virtuální přátelství, teprve po čase se Jakob odváží setkat se s Kristjanem osobně.

## Obsazení
| Simon Frühwirth   | Jakob                  |
| Paul Forman       | Kristjan               |
| Josef Hader       | otec                   |
| Wolfgang Hübsch   | dědeček                |
| Anton Noori       | Murat                  |
| Carl Achleitner   | farář / kustod v muzeu |
| Max Meyr          | zaměstnanec            |
| Markus Schleinzer | psychoterapeut         |

## Ocenění
- Filmfestival Max Ophüls Preis: nejlepší začínající herec (Simon Frühwirth), cena poroty mládeže
- Filmfestival Diagonale: Thomas-Pluch-Drehbuchpreis (speziální cena poroty - Gregor Schmidinger), cena pro herce (Simon Frühwirth)
- Filmfestival Kitzbühel: nejlepší film
- Heimatfilmfestival Freistadt: cena poroty mládeže
- Rakouská filmová cena: vítěz v kategoriích nejlepší herec ve vedlejší roli (Josef Hader), nejlepší kamera (Jo Molitoris), nejlepší zvuk (původní zvuk: Gregor Kienel, sounddesign: Thomas Pötz, Rudolf Gottsberger, střih zvuku: Thomas Pötz); nominace v kategoriích nejlepší herec ve vedlejší roli (Wolfgang Hübsch), nejlepší střih (Gerd Berner), nejlepší výprava (Conrad Moritz Reinhardt)
- Filmová cena Romy: nominace v kategorii nejlepší začínající herec (Simon Frühwirth)